# Diego Romanini
Diego Romanini (Pietrasanta, 30 december 1978) is een Italiaans autocoureur.

## Carrière
Nadat hij zijn carrière begon in het karting, maakte Romanini zijn debuut in het formuleracing in 1998 in de Italiaanse Formule Renault, voordat hij overstapte naar de Italiaanse Formule Campus Series. In 2000 maakte hij zijn Formule 3-debuut in het Oostenrijkse Formule 3-kampioenschap, waar hij in 2001 kampioen werd. Hierna maakte hij de overstap naar het Britse Formule 3-kampioenschap, waarna hij in 2003 terugkeerde in Oostenrijk om opnieuw kampioen te worden. Ook won hij het Centraal-Europese Formule 3-kampioenschap en reed hij in het Duitse Formule 3-kampioenschap.
In 2004 stapte Romanini over naar de touring cars, waarbij hij zesde werd in de Duitse Touring Car Challenge. In 2005 nam hij deel aan verschillende races in de Duitse Formule 3 en de FIA GT.
In 2006 kreeg hij een zitje bij het team Wiechers-Sport in het World Touring Car Championship in een BMW 320i. Hij eindigde als zesde in het independentskampioenschap, met een dertiende plaats op het Autódromo Miguel E. Abed als beste resultaat.
In 2008 reed Romanini in de International GT Open en in verschillende raceweekenden van de Euroseries 3000.
In 2011 reed Romanini in vijf races van de VLN en de 24 uur van de Nürburgring voor het Motorsport Team in een BMW 325i E92. Hij behaalde drie overwinningen in de VLN en won ook zijn klasse van de 24 uur.
In 2013 reed Romamini voor het team Proteam Racing in de tweede ronde van de European Touring Car Cup op de Slovakiaring. Hij eindigde in deze races als elfde en tiende.